# 屏山 (福州)
26°06′38″N 119°18′14″E / 26.110657°N 119.303957°E
屏山（平話字：Bìng-săng），福州三山之一，山高62米，位于福州旧城正北，其形如屏，故称为屏山。后又因闽越王建都于山麓，又被称为越王山，宋代诗人陈轩诗曰：城里三山古越都，楼台相望跨蓬壶；有时细雨微烟罩，便是天然水墨图。

## 景点
- 镇海楼：建于明朝，为当时福州最高建筑物。相传登楼眺望，可以极目闽江口。此楼不幸毁于文化大革命中，現已重建，成為福州市區著名觀景點。
- 欧冶池：位于屏山东南余脉冶山中，相传为春秋时欧冶子铸剑处，又称剑池。
- 华林寺
- 屏山公园

## 相关阅读
- 臺灣半屏山：当年福州人闯台湾，在台湾南部见到一座山很像屏山，于是就把它叫做半屏山。后来有人写诗说道“美丽的半屏山，耸立在大海边，一半在大陆，一半在台湾。……”[來源請求]